# أليكس جيلياد
أليكس نيكولاس جيلياد هو لاعب كرة قدم يلعب في الدوري الإنجليزي يلعب كمهاجمًا لنادي برادفورد سيتي.